# Gary Anderson (kicker)
Pour les articles homonymes, voir Gary Anderson et Anderson.
Gary Anderson (né le 16 juillet 1959 à Parys dans l'État-Libre (Afrique du Sud)) est un joueur sud-africain de football américain ayant évolué comme kicker.

## Biographie
Anderson déménagea aux États-Unis lorsque son père, un pasteur protestant et ancien joueur professionnel de football, décida de quitter l'Afrique du Sud à cause de l'Apartheid. Il pensait initialement suivre les traces de son père dans le football.
Il fit sa carrière universitaire aux Orange de l'Université de Syracuse, notamment parce qu'il avait eu l'opportunité de jouer dans l'équipe de football et de football américain.
Il fut drafté en 1982 à la 171e place (septième round) par les Bills de Buffalo mais ne joua pas avec cette première équipe. Avant même le début de la saison, il signa en tant qu'agent libre aux Steelers de Pittsburgh et restera douze années à Pittsburgh, sous les ordres notamment de Chuck Noll. Il signa pour la saison NFL 1995, toujours en agent libre, aux Eagles de Philadelphie puis aux 49ers de San Francisco en 1997.
Il joue la saison NFL 1998 avec les Vikings du Minnesota. Cette saison est marquée par sa performance, il fut le premier kicker à ne pas manquer un seul field goal ni un extra point en saison régulière et la performance globale de l'équipe qui s'incline face aux Falcons d'Atlanta malgré le ratio de 15 victoires pour une défaite.
Il détient le record du nombre de points marqués hors touchdown en une saison NFL avec 59 extra points et 35 field goals, soit un total de 164 points. Il est également à égalité avec Morten Andersen et Jason Elam pour le nombre de saisons avec plus de 100 points, avec ses 14 saisons. Il détient également la deuxième place en nombre de points marqués dans sa carrière avec 2 434. Il avait dépassé George Blanda mais fut à son tour rattrapé par Morten Andersen.
En 2003, il sortit de sa retraite sportive pour signer aux Titans du Tennessee en remplacement de Joe Nedney, blessé. Après cette saison, il a de nouveau pris sa retraite, déclinant plusieurs offres. Joe Nedney fut de nouveau blessé et il accepta de le remplacer une saison supplémentaire.
Il fut sélectionné quatre fois au Pro Bowl (1983, 1985, 1993 et 1998), cinq fois en tant que All-Pro (1983, 1984, 1985, 1993 et 1998) et fait partie de l'Équipe NFL de la décennie 1980 et 1990.
Il est souvent comparé à Morten Andersen car tous deux ont presque le même nom, ne sont pas américains, sont tous les deux kicker, ont évolué à la même période, et ont une longévité importante et des records.
Anderson sera également notable pour avoir un casque avec une seule barre de protection, malgré le fait que vers la fin de sa carrière cela soit interdit pour des raisons de sécurité. Lui et Scott Player (en) eurent une dérogation exceptionnelle.

## Statistiques
| Année  | Équipe   | MJ     |        | Field goals | Field goals | Field goals | Field goals |         | Extra Points | Extra Points | Extra Points |
| Année  | Équipe   | MJ     | Tentés | Réussis     | %           | Long        | Tentés      | Réussis | %            |              |              |
| 1982   | Steelers | 9      | 12     | 10          | 83,3        | 48          | 22          | 22      | 100          |              |              |
| 1983   | Steelers | 16     | 31     | 27          | 87,1        | 49          | 39          | 38      | 97,4         |              |              |
| 1984   | Steelers | 16     | 32     | 24          | 75          | 55          | 45          | 45      | 100          |              |              |
| 1985   | Steelers | 16     | 42     | 33          | 78,6        | 52          | 40          | 40      | 100          |              |              |
| 1986   | Steelers | 16     | 32     | 21          | 65,6        | 45          | 32          | 32      | 100          |              |              |
| 1987   | Steelers | 12     | 27     | 22          | 81,5        | 52          | 21          | 21      | 100          |              |              |
| 1988   | Steelers | 16     | 36     | 28          | 77,8        | 52          | 35          | 34      | 97,1         |              |              |
| 1989   | Steelers | 16     | 30     | 21          | 70          | 49          | 28          | 28      | 100          |              |              |
| 1990   | Steelers | 16     | 25     | 20          | 80          | 48          | 32          | 32      | 100          |              |              |
| 1991   | Steelers | 16     | 33     | 23          | 69,7        | 54          | 31          | 31      | 100          |              |              |
| 1992   | Steelers | 16     | 36     | 28          | 77,8        | 49          | 31          | 29      | 93,5         |              |              |
| 1993   | Steelers | 16     | 30     | 28          | 93,3        | 46          | 32          | 32      | 100          |              |              |
| 1994   | Steelers | 16     | 29     | 24          | 82,8        | 50          | 32          | 32      | 100          |              |              |
| 1995   | Eagles   | 16     | 30     | 22          | 73,3        | 43          | 33          | 32      | 97           |              |              |
| 1996   | Eagles   | 16     | 29     | 25          | 86,2        | 46          | 40          | 40      | 100          |              |              |
| 1997   | 49ers    | 16     | 36     | 29          | 80,6        | 51          | 38          | 38      | 100          |              |              |
| 1998   | Vikings  | 16     | 35     | 35          | 100         | 53          | 59          | 59      | 100          |              |              |
| 1999   | Vikings  | 16     | 30     | 19          | 63,3        | 44          | 46          | 46      | 100          |              |              |
| 2000   | Vikings  | 16     | 23     | 22          | 95,7        | 49          | 45          | 45      | 100          |              |              |
| 2001   | Vikings  | 16     | 18     | 15          | 83,3        | 44          | 30          | 29      | 96,7         |              |              |
| 2002   | Vikings  | 14     | 23     | 18          | 78,3        | 53          | 37          | 36      | 97,3         |              |              |
| 2003   | Titans   | 15     | 31     | 27          | 87,1        | 43          | 42          | 42      | 100          |              |              |
| 2004   | Titans   | 15     | 22     | 17          | 77,3        | 45          | 37          | 37      | 100          |              |              |
| Totaux | Totaux   | Totaux | 672    | 538         | 80,1        | 55          | 827         | 820     | 99,2         |              |              |